# نادي زامورا
نادي زامورا لكرة القدم هو نادي كرة قدم فنزويلي. تم تأسيسه يوم 2 فبراير 1977. صعد الفريق إلى دوري الدرجة الأولى بعد أن أنهى موسم 2005/2006 كوصيف لدوري الدرجة الثانية. يلعب النادي مبارياته على ملعب أغوستين توفار في باريناس، فنزويلا والذي يسع لحوالي 29800 شخص.

## وصلات خارجية
- الموقع الرسمي (إسبانية)